# Bielaszy
Bielaszy (ros. Беляши) – wieś w Rosji, w Republice Ałtaju, w rejonie kosz-agackim. W 2010 liczyła 1379 mieszkańców, głównie Kazachów, częściowo Telengitów.